# 青洲塘
青洲塘（葡萄牙語：Doca da Ilha Verde），另稱青洲塘碼頭。碼頭主要用途為警務船艇靠泊。若澳門半島以東發生海上事故，船警多數從青洲塘出發抵達現場。

## 歷史
青洲塘除於颱風襲澳時作漁船的避風塘之外，亦是現時澳門海事及水務局的專用碼頭。

## 設施
碼頭為混凝土結構，只提供海事及水務局船隻靠泊。

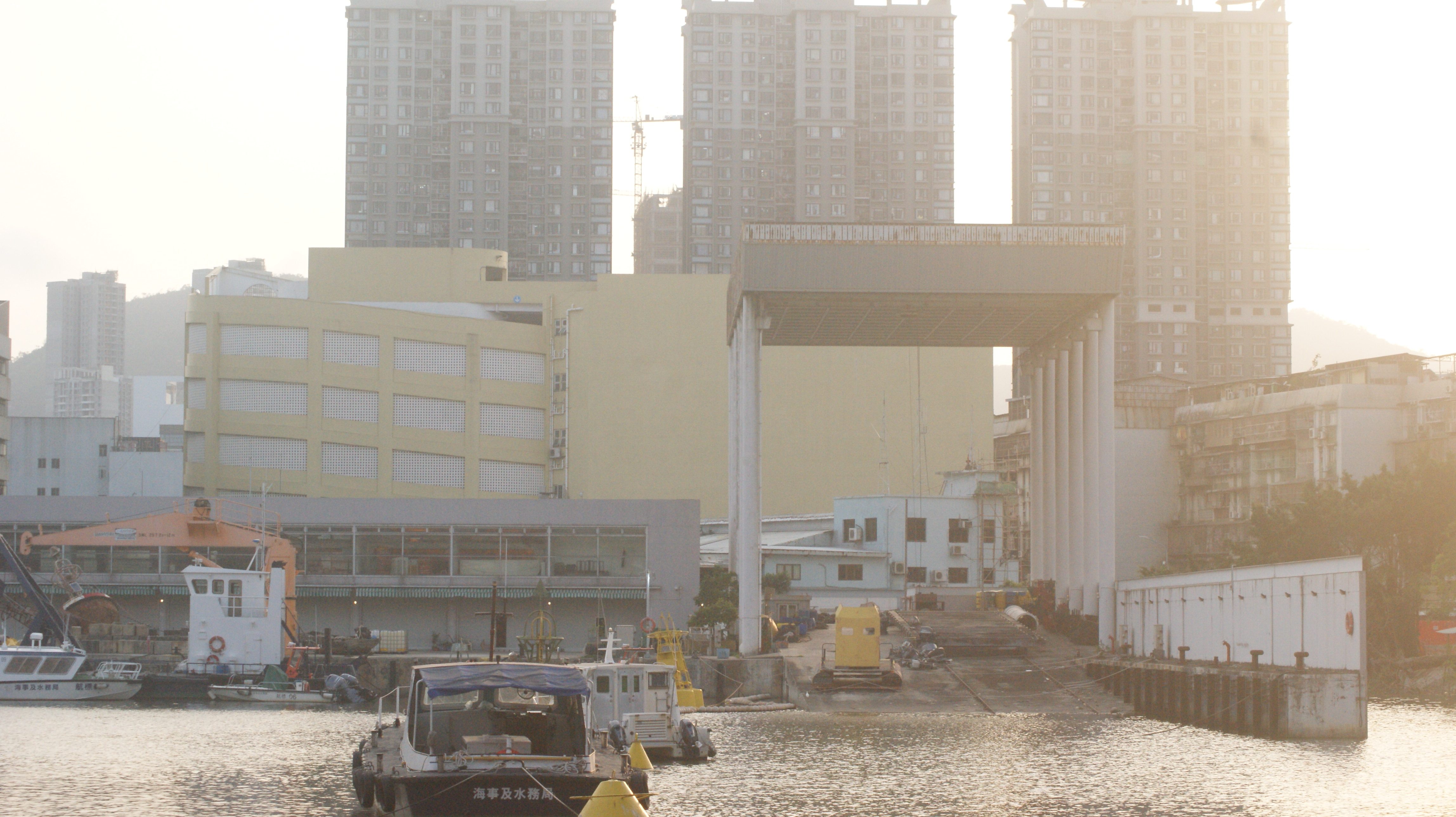
碼頭船排
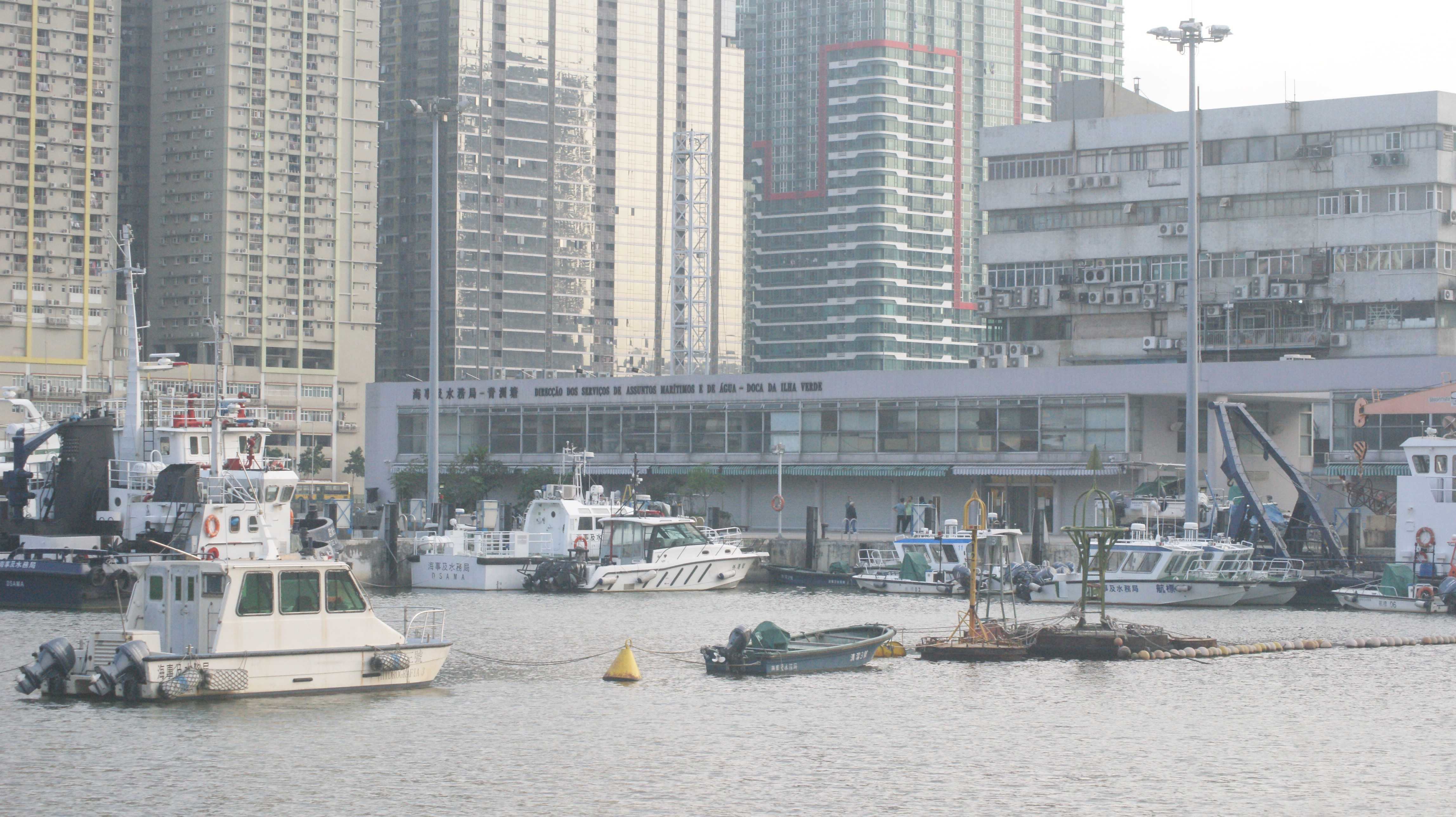
行政大樓

## 海事樂悠遊
海事及水務局為慶祝7月18日『海事及水務局日』，當局每年7月18日期間舉行海事及水務局日系列相關活動，讓市民從青洲塘登上警船暢遊內港至融和門一帶。船票領取設有網上登記及現場輪候兩種方式，每班名額為40人。

## 爭議

### 唯一遊艇停泊
2012年2月17日深夜，三艘超豪遊艇，最大最豪一艘名為「Golden Toad」、中型的是「Moon Sand」、另一艘為「Cross Harbour」。選擇在航道迂迴且位置隱蔽的澳門青洲塘碼頭上落及停泊，該碼頭屬澳門政府管轄，並非民用碼頭，日常根本不會開放予私人遊艇停泊及作為口岸，亦不會讓遊客在該碼頭登岸，令人質疑曾蔭權濫用特權。

## 外部連結
- 海事及水務局 （页面存档备份，存于）